# Văn hóa Lào

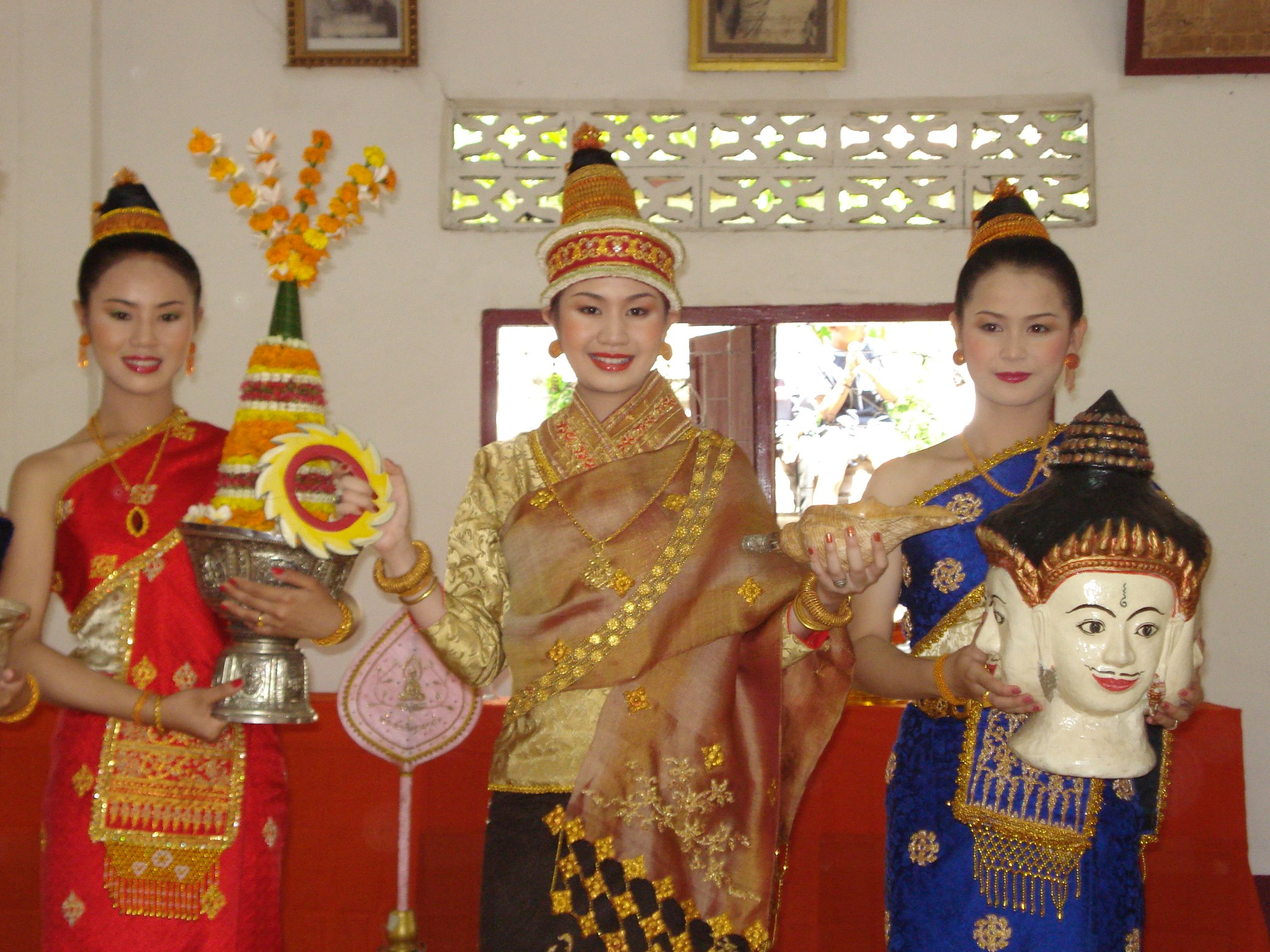
Xout lao (ຊຸດລາວ) là trang phục truyền thống của người Lào.

Nền văn hóa Lào chịu ảnh hưởng nặng của Phật giáo Thượng tọa bộ. Sự ảnh hưởng này được phản ánh trong ngôn ngữ và nghệ thuật, văn học và nghệ thuật biểu diễn của Lào.
Về âm nhạc, người Lào sử dụng nhạc cụ này nhìn chung chúng có nhiều danh từ như nhau nhưng phần lớn động từ và tính từ
Các địa điểm có tính văn hóa lịch sử cao của Lào có thể kể tới Cánh đồng chum ở tỉnh Xieng Khouang.
Ngôn ngữ Lào và Thái có vẻ giống nhau nhưng thực tế khác biệt nhau. Dù phần lớn người Lào hiểu tiếng Thái khẩu ngữ và viết và thậm chí nói được tiếng Thái, phần lớn người Thái bên ngoài vùng Isan không hiểu tiếng Lào. Chữ viết Lào và Thái cũng khác nhau và nhìn chung ít người Thái đọc được chữ Lào.  Điêm tương đồng giữa hai ngôn ngữ này nhìn chung chúng có có nhiều danh từ như nhau nhưng phần lớn động từ và tính từ thì khác biệt và tiếng Lào không sử dụng các hậu tố giống đực và giống cái như trong tiếng Thái.
Các ban nhạc thường sử dụng (mor lam) và khaen (mor khaen) cùng với đàn kéo cùng các nhạc công khác. Lam saravane là loại nhạc Lào phổ biến nhất. Người Lào ở Thái Lan đã phát triển một dạng gọi là mor lam sing.